# 419th Fighter Wing
L'419th Fighter Wing è uno stormo  dell'Air Force Reserve Command, inquadrato nella Tenth Air Force. Il suo quartier generale è situato presso la Hill Air Force Base, nello Utah.

## Organizzazione
Attualmente, al 2022, lo Stormo controlla:
- 419th Operations Group
  -  466th Fighter Squadron - Equipaggiato con 2 F-35A
  - 419th Operations Support Squadron
- 419th Mission Support Group
  - 67th Aerial Port Squadron
  - 419th Civil Engineer Squadron
  - 419th Logistics Readiness Squadron
  - 419th Security Forces Squadron
  - 419th Mission Support Flight
- 419th Maintenance Group
  - 419th Aircraft Maintenance Squadron
  - 419th Maintenance Squadron
  - 419th Maintenance Operations Flight
- 419th Medical Squadron